# 馬爾迪吉基爾人
馬爾迪吉基爾人，是印尼一個被釋族的奴隸所組成的群體。他們可以在荷屬東印度除巴達維亞外所有的主要貿易港口上找到。
他們多是基督徒，來自各葡萄牙的殖民地，一些人有葡萄牙人血統。他們說葡萄牙語方言，荷蘭人稱他們為土著基督教徒。

## 歷史起源
馬爾迪吉基爾人的祖先曾經是葡萄牙人在印度，非洲和馬來半島的殖民地的奴隸，後被荷蘭東印度公司帶到印尼。在1641年荷蘭東印度公司攻打葡萄牙在馬六甲的殖民地，而一些人來自菲律賓的邦板牙省。
馬爾迪吉基爾來自梵文Maharddhika葡萄牙語轉寫，意為“豐富，繁榮和強大。在馬來群島，這個詞有獲得自由的奴隸的意思。荷蘭殖民者更普遍用它描述任何純亞洲血統的獲釋奴隸，即zwarten（“黑人”）。
在1699巴達維亞人口普查顯示人口的細分：中國人:3,679人;馬爾迪吉基爾人:2407人 歐洲人：1783人 ，混血兒:670人； 其他:867人。
馬爾迪吉基爾人大多數是天主教徒，雖然有許多人最終在荷蘭新教教會中受洗。他們在法律上由荷蘭東印度公司確認為獨立族群，不同於當地的爪哇人。但最後他們完全成為當地印度亞歐混血兒一部分，不再被註冊為一個獨立的族群。

## 過渡
在18世紀和19世紀之間，他們從說葡萄牙克里奧語轉為說巴達維馬來語，現在他們在正式場合說印尼語。
他們有一些姓氏有葡萄牙起源如費雷拉，德梅洛，戈麥斯。